# Mistrzostwa Europy w Lekkoatletyce 1994
XVI Mistrzostwa Europy w Lekkoatletyce rozgrywane były w dniach 9–14 sierpnia 1994 w Helsinkach na Stadionie Olimpijskim.
30 maja 1992 roku Rada Bezpieczeństwa ONZ w rezolucji nr 757 podjęła decyzję o niedopuszczeniu zespołów reprezentujących Federalną Republikę Jugosławii do rywalizacji na arenie międzynarodowej z powodu wojny w Bośni i Hercegowinie. W związku z powyższym sportowcy z Jugosławii zostali dopuszczeni do rywalizacji pod neutralną flagą jako "Niezależni Uczestnicy Europejscy" (Independent European Participants; IEP).

## Klasyfikacja medalowa
| Klasyfikacja medalowa |                 |    |   |   |       |
| Miejsce               | Państwo         |    |   |   | Razem |
| 1                     | Rosja           | 10 | 8 | 7 | 25    |
| 2                     | Wielka Brytania | 6  | 5 | 2 | 13    |
| 3                     | Niemcy          | 5  | 4 | 5 | 14    |
| 4                     | Francja         | 4  | 3 | 2 | 10    |
| 5                     | Ukraina         | 3  | 6 | 3 | 12    |
| 6                     | Hiszpania       | 3  | 2 | 4 | 9     |
| 7                     | Norwegia        | 3  | 2 | 1 | 6     |
| 8                     | Włochy          | 2  | 3 | 3 | 8     |
| 9                     | Portugalia      | 2  | 1 | 0 | 3     |
| 10                    | Bułgaria        | 2  | 0 | 3 | 5     |
| 11                    | Białoruś        | 1  | 4 | 0 | 5     |
| 12                    | Finlandia       | 1  | 1 | 0 | 2     |
| 13=                   | Irlandia        | 1  | 0 | 0 | 1     |
| 13=                   | Słowenia        | 1  | 0 | 0 | 1     |
| 15                    | Szwecja         | 0  | 2 | 0 | 2     |
| 16                    | Belgia          | 0  | 1 | 2 | 3     |
| 17=                   | Czechy          | 0  | 1 | 1 | 2     |
| 17=                   | Polska          | 0  | 1 | 1 | 2     |
| 19                    | Węgry           | 0  | 1 | 0 | 1     |
| 20                    | Rumunia         | 0  | 0 | 3 | 3     |
| 21=                   | Szwajcaria      | 0  | 0 | 2 | 2     |
| 22=                   | Łotwa           | 0  | 0 | 1 | 1     |
| 22=                   | Chorwacja       | 0  | 0 | 1 | 1     |
| 22=                   | Grecja          | 0  | 0 | 1 | 1     |
| 22=                   | Litwa           | 0  | 0 | 1 | 1     |

## Mężczyźni

### konkurencje biegowe
| konkurencja           | złoto                                                                           | złoto      | srebro                                                                                        | srebro   | brąz                                                                      | brąz     |
| --------------------- | ------------------------------------------------------------------------------- | ---------- | --------------------------------------------------------------------------------------------- | -------- | ------------------------------------------------------------------------- | -------- |
| 100 m                 | Linford Christie · Wielka Brytania                                              | 10,14      | Geir Moen · Norwegia                                                                          | 10,20    | Aleksandr Porchomowski · Rosja                                            | 10,31    |
| 200 m                 | Geir Moen · Norwegia                                                            | 20,30      | Władysław Dołohodin · Ukraina                                                                 | 20,47    | Patrick Stevens · Belgia                                                  | 20,68    |
| 400 m                 | Du’aine Ladejo · Wielka Brytania                                                | 45,09      | Roger Black · Wielka Brytania                                                                 | 45,20    | Matthias Rusterholz · Szwajcaria                                          | 45,96    |
| 800 m                 | Andrea Benvenuti · Włochy                                                       | 1:46,12    | Vebjørn Rodal · Norwegia                                                                      | 1:46,53  | Tomás de Teresa · Hiszpania                                               | 1:46,57  |
| 1500 m                | Fermín Cacho · Hiszpania                                                        | 3:35,27 CR | Isaac Viciosa · Hiszpania                                                                     | 3:36,01  | Branko Zorko · Chorwacja                                                  | 3:36,88  |
| 5000 m                | Dieter Baumann · Niemcy                                                         | 13:36,93   | Robert Denmark · Wielka Brytania                                                              | 13:37,50 | Abel Anton · Hiszpania                                                    | 13:38,04 |
| 10 000 m              | Abel Anton · Hiszpania                                                          | 28:06,03   | Vincent Rousseau · Francja                                                                    | 28:06,63 | Stephane Franke · Niemcy                                                  | 28:07,95 |
| maraton               | Martin Fiz · Hiszpania                                                          | 2:10:31    | Diego García · Hiszpania                                                                      | 2:10:46  | Alberto Juzdado · Hiszpania                                               | 2:11:18  |
| 110 m ppł             | Colin Jackson · Wielka Brytania                                                 | 13,08 CR   | Florian Schwarthoff · Niemcy                                                                  | 13,16    | Tony Jarrett · Wielka Brytania                                            | 13,23    |
| 400 m ppł             | Ołeh Twerdochlib · Ukraina                                                      | 48,06      | Sven Nylander · Szwecja                                                                       | 48,22    | Stéphane Diagana · Francja                                                | 48,23    |
| 3000 m z przeszkodami | Alessandro Lambruschini · Włochy                                                | 8:22,40    | Angelo Carosi · Włochy                                                                        | 8:23,53  | William Van Dijck · Belgia                                                | 8:24,86  |
| sztafeta 4 × 100 m    | Francja · Hermann Lomba · Eric Perrot · Jean-Charles Trouabal · Daniel Sangouma | 38,57      | Ukraina · Serhij Osowycz · Ołeh Kramarenko · Dmitrij Wanjalkin · Władysław Dołohodin          | 38,98    | Włochy · Ezio Madonia · Domenico Nettis · Giorgio Marras · Sandro Floris  | 38,99    |
| sztafeta 4 × 400 m    | Wielka Brytania · David McKenzie · Roger Black · Brian Whittle · Du’aine Ladejo | 2:59,13    | Francja · Pierre Marie Hilaire · Jacques Farraudière · Jean-Louis Rapnouil · Stéphane Diagana | 3:01,11  | Rosja · Michaił Wdowin · Dmitrij Kosow · Dmitrij Bej · Dmitrij Gołowastow | 3:03,10  |
| chód 20 km            | Michaił Szczennikow · Rosja                                                     | 1:18:45    | Jauhienij Misiula · Białoruś                                                                  | 1:19:22  | Valentí Massana · Hiszpania                                               | 1:20:33  |
| chód 50 km            | Walerij Spicyn · Rosja                                                          | 3:41:07    | Thierry Toutain · Francja                                                                     | 3:43:52  | Giovanni Perricelli · Włochy                                              | 3:45:55  |

### konkurencje techniczne
| konkurencja    | złoto                             | złoto   | srebro                                                 | srebro | brąz                      | brąz  |
| -------------- | --------------------------------- | ------- | ------------------------------------------------------ | ------ | ------------------------- | ----- |
| skok w dal     | Iwajło Mładenow · Bułgaria        | 8,09    | Milan Gombala · Czechy                                 | 8,04   | Kostas Kukodimos · Grecja | 8,01  |
| trójskok       | Dienis Kapustin · Rosja           | 17,62   | Serge Hélan · Francja                                  | 17,55  | Māris Bružiks · Łotwa     | 17,20 |
| skok wzwyż     | Steinar Hoen · Norwegia           | 2,35 CR | Artur Partyka · Polska · Steve Smith · Wielka Brytania | 2,33   |                           |       |
| skok o tyczce  | Rodion Gataullin · Rosja          | 6,00 CR | Igor Trandenkow · Rosja                                | 5,90   | Jean Galfione · Francja   | 5,85  |
| rzut oszczepem | Steve Backley · Wielka Brytania   | 85,20   | Seppo Räty · Finlandia                                 | 82,90  | Jan Železný · Czechy      | 82,58 |
| rzut dyskiem   | Uładzimir Dubrouszczyk · Białoruś | 64,78   | Dmitrij Szewczenko · Rosja                             | 64,56  | Jürgen Schult · Niemcy    | 64,18 |
| rzut młotem    | Wasilij Sidorenko · Rosja         | 81,10   | Ihar Astapkowicz · Białoruś                            | 80,40  | Heinz Weis · Niemcy       | 78,48 |
| pchnięcie kulą | Ołeksandr Kłymenko · Ukraina      | 20,78   | Ołeksandr Bahacz · Ukraina                             | 20,34  | Roman Wirastiuk · Ukraina | 19,59 |
| dziesięciobój  | Alain Blondel · Francja           | 8453    | Henrik Dagård · Szwecja                                | 8587   | Lew Łobodin · Ukraina     | 8201  |

## Kobiety

### konkurencje biegowe
| konkurencja        | złoto                                                                          | złoto    | srebro                                                                                         | srebro   | brąz                                                                                 | brąz     |
| ------------------ | ------------------------------------------------------------------------------ | -------- | ---------------------------------------------------------------------------------------------- | -------- | ------------------------------------------------------------------------------------ | -------- |
| 100 m              | Irina Priwałowa · Rosja                                                        | 11,02    | Żanna Tarnopolśka · Ukraina                                                                    | 11,10    | Melanie Paschke · Niemcy                                                             | 11,28    |
| 200 m              | Irina Priwałowa · Rosja                                                        | 22,32    | Żanna Tarnopolśka · Ukraina                                                                    | 22,77    | Galina Malczugina · Rosja                                                            | 22,90    |
| 400 m              | Marie-José Pérec · Francja                                                     | 50,33    | Swietłana Gonczarienko · Rosja                                                                 | 51,24    | Phylis Smith · Wielka Brytania                                                       | 51,30    |
| 800 m              | Lubow Gurina · Rosja                                                           | 1:58,55  | Natalla Duchnowa · Białoruś                                                                    | 1:58:55  | Ludmiła Rogaczowa · Rosja                                                            | 1:58,69  |
| 1500 m             | Ludmiła Rogaczowa · Rosja                                                      | 4:18,93  | Kelly Holmes · Wielka Brytania                                                                 | 4:19,30  | Jekatierina Podkopajewa · Rosja                                                      | 4:19,37  |
| 3000 m             | Sonia O’Sullivan · Irlandia                                                    | 8:31,84  | Yvonne Murray · Wielka Brytania                                                                | 8::36,48 | Gabriela Szabó · Rumunia                                                             | 8:40,08  |
| 10 000 m           | Fernanda Ribeiro · Portugalia                                                  | 31:08,75 | Conceicão Ferreira · Portugalia                                                                | 31:32,82 | Daria Nauer · Szwajcaria                                                             | 31:35,96 |
| maraton            | Manuela Machado · Portugalia                                                   | 2:29:54  | Maria Curatolo · Włochy                                                                        | 2:30:33  | Adriana Barbu · Rumunia                                                              | 2:30:55  |
| 100 m ppł          | Swetła Dimitrowa · Bułgaria                                                    | 12,72    | Julija Graudyń · Rosja                                                                         | 12,93    | Jordanka Donkowa · Bułgaria                                                          | 12,93    |
| 400 m ppł          | Sally Gunnell · Wielka Brytania                                                | 53,33    | Silvia Rieger · Niemcy                                                                         | 54,68    | Anna Knoroz · Rosja                                                                  | 54,68    |
| sztafeta 4 × 100 m | Niemcy · Melanie Paschke · Silke Knoll · Bettina Zipp · Silke Lichtenhagen     | 42,90    | Rosja · Natalja Anisimowa · Marina Trandienkowa · Galina Malczugina · Irina Priwałowa          | 42,96    | Bułgaria · Desisława Dimitrowa · Swetła Dimitrowa · Anelija Nunewa · Petia Penderewa | 43,00    |
| sztafeta 4 × 400 m | Francja · Francine Landre · Viviane Dorsile · Évelyne Élien · Marie-José Pérec | 3:22,34  | Rosja · Natalja Chruszczelowa · Jelena Andriejewa · Tatjana Sacharowa · Swietłana Gonczarienko | 3:24,06  | Niemcy · Karin Janke · Heike Meißner · Uta Rohländer · Anja Rücker                   | 3:24,10  |
| chód 10 km         | Sari Essayah · Finlandia                                                       | 42:37    | Annarita Sidoti · Włochy                                                                       | 42:43    | Jelena Nikołajewa · Rosja                                                            | 42:43    |

### konkurencje techniczne
| konkurencja    | złoto                      | złoto | srebro                     | srebro | brąz                        | brąz  |
| -------------- | -------------------------- | ----- | -------------------------- | ------ | --------------------------- | ----- |
| skok w dal     | Heike Drechsler · Niemcy   | 7,14  | Inesa Kraweć · Ukraina     | 6,99   | Fiona May · Włochy          | 6,90  |
| trójskok       | Anna Biriukowa · Rosja     | 14,89 | Inna Łasowska · Rosja      | 14,85  | Inesa Kraweć · Ukraina      | 14,67 |
| skok wzwyż     | Britta Bilač · Słowenia    | 2,00  | Jelena Gulajewa · Rosja    | 1,96   | Nelė Žilinskienė · Litwa    | 1,93  |
| rzut oszczepem | Trine Hattestad · Norwegia | 68,00 | Karen Forkel · Niemcy      | 66,10  | Felicia Țilea · Rumunia     | 64,34 |
| rzut dyskiem   | Ilke Wyludda · Niemcy      | 68,22 | Elina Zwierawa · Białoruś  | 64,46  | Mette Bergmann · Norwegia   | 64,34 |
| pchnięcie kulą | Wita Pawłysz · Ukraina     | 19,61 | Astrid Kumbernuss · Niemcy | 19,49  | Swetła Mitkowa · Bułgaria   | 19,49 |
| siedmiobój     | Sabine Braun · Niemcy      | 6419  | Rita Ináncsi · Węgry       | 6404   | Urszula Włodarczyk · Polska | 6322  |

## Objaśnienia skrótów
WR – rekord świata
ER – rekord Europy
CR – rekord mistrzostw Europy